# 영강초등학교
영강초등학교는 대한민국 전라남도 나주시에 있는 공립 초등학교이다.

## 학교 연혁
- 1968. 07. 10 영산포중앙국민학교 영강분교장 개교
- 1969. 03. 01 영강국민학교로 승격
- 1984. 03. 05 영강초등학교 병설유치원 개원
- 2011. 02. 17 초등 제42회 65명 졸업(졸업생 누계 3,684명)
- 2011. 03. 01 초등 18, 병설유치원 2, 계20학급 편성
- 2015. 03. 01 제18대 우홍록 교장 부임
- 2015. 03. 01 전라남도교육청지정 무지개학교 운영
- 2015. 03. 01 전라남도나주교육지원청지정 인성교육연구학교

## 참고 자료
- 영강초등학교 - 한국교육학술정보원 학교알리미